# Camptoptera enocki
Camptoptera enocki is een vliesvleugelig insect uit de familie Mymaridae. De wetenschappelijke naam is voor het eerst geldig gepubliceerd in 1896 door Howard.